# 非鯽屬
非鯽屬，是條鰭魚綱䲁形目麗魚科下的一個屬，是一群分布於非洲西海岸淡水河流域的魚類。

## 命名
本屬由蘇格蘭外科醫生、自然學家及探險家安德魯·史密斯於1840年命名。
本魚學名源自非洲原住民昆人（桑人的一支）的語言，意為「魚」。

## 分布
本屬為淡水魚、熱帶魚，為底棲性至大洋底棲性，分布於非洲沿西海岸到內陸的熱帶的河流域與湖泊中，從西非、中非、東非贊比亞西部内陸到南非洲納米比亞，包括了整個剛果河流域。

## 形態
本屬為小型魚，最大體長在10公分到25公分之間。體形紡錘形，亦有粗短、深體、卵形或略延長，横切面卵形到側扁。圓鱗，側線鱗片在24-31枚之間。背鰭1片，硬棘13-17枚、軟條10-14枚；臀鰭1片，硬棘3枚、軟條7-10枚。本屬魚體色多為灰綠到銅色，體側通常有7、8条淡黑色緃紋。

## 生態
本屬魚種為底棲性至大洋底棲性，通常棲息於河流、湖泊、沼澤等植被茂盛的淺水角落，所以不會聚在深湖中，有少數住在急流。本屬成魚為雜食性，會以植物及小動物為食，主要偏好於絲狀藻類、水生植物、陸生植物的葉子等等。
本屬魚類卵生，雌雄配對，雌魚會在水底產卵，卵團會沉在水底或附在水草上，雄魚會將精液噴在卵團上。雌雄魚會一起守護魚卵，並可能在卵孵化時將卵及魚苗含在口中移往其他地方，但目前未有口孵的實證。

## 經濟利用
本屬魚種有少許漁業，部分水產養殖，也是遊釣魚，多作水族箱觀賞魚。

## 分類
本屬屬於褶唇麗魚亞科，目前被認可的7個種如下：
- 斯氏非鯽 Tilapia sparrmanii Smith, 1840
- 巴蘇非鯽 Tilapia busumana (Günther, 1903)
- 短鰭非鯽 Tilapia brevimanus Boulenger, 1911
- 吉納非鯽 Tilapia guinasana Trewavas, 1936
- 魯氏非鯽 Tilapia ruweti (Poll & Thys van den Audenaerde, 1965)
- 巴勞氏非鯽 Tilapia baloni Trewavas & Stewart, 1975
- 柔非鯽 Tilapia pra Dunz & Schliewen, 2010